# 弗拉基米尔·伊里奇·诺维科夫
弗拉基米尔·伊里奇·诺维科夫（羅馬化：Vladimir Il'ich Novikov；1960年4月14日—）是俄罗斯政治人物，第一届国家杜马代表。1985年从基洛夫理工学院毕业后，他开始在Stalker LLP担任商务总监。1993年，他代表俄罗斯自由民主党竞选第一届国家杜马。在杜马里，他加入了环境委员会，并与人共同起草了两项立法倡议和联邦法律草案修正案。